# Barkerinidae
Barkerinidae es una familia de foraminíferos bentónicos de la superfamilia Nezzazatoidea, del suborden Nezzazatina y del orden Lituolida. Su rango cronoestratigráfico abarca desde el Valanginiense (Cretácico inferior) hasta el Senoniense (Cretácico superior).

## Discusión
Clasificaciones previas incluían Barkerinidae en la Superfamilia Haplophragmioidea, así como en el suborden Textulariina del orden Textulariida, o en el orden Lituolida sin diferenciar el suborden Nezzazatina.

## Clasificación
Barkerinidae incluye al siguiente género:
- Barkerina †